# Tetracondylidae
Tetracondylidae zijn  een familie van mijten. Bij de familie zijn 24 geslachten met circa 290 soorten ingedeeld.